# Kleinoogrog
De kleinoogrog (Raja microocellata) is een rog uit de familie Rajidae. Deze kraakbeenvis komt voor in kustwateren en diepe riviermondingen met een zandbodem, in de noordoostelijke Atlantische Oceaan en de Noordzee langs de kusten van West-Europa van Gibraltar tot de Britse Eilanden. Er zijn ook vangsten langs de Noord-Afrikaanse kust.  
De kleinoogrog is bij 57 cm geslachtsrijp en kan maximaal 90 cm lang worden. De rug is grijsbruin, met veel onregelmatig gevormde vlekken en strepen. Hij heeft stekels op het voorste deel van de rug. De ogen zijn klein.

## Status aan de Nederlandse en Belgische kusten
Kleinoogroggen komen voor op een diepte van meestal meer dan 100 m. In de Noordzee en langs de Nederlandse kust is deze rog zeldzaam. Er zijn twee vangsten bij Texel uit de jaren 1940.

Net als zoveel bodembewonende soorten haaien is de kleinoogrog gevoelig voor overbevissing door visserij met bodemsleepnetten. De kleinoogrog komt min of meer geconcentreerd voor op een paar plaatsen westelijk van de Britse Eilanden. In deze gebieden wordt ook gevist, of er wordt zand gewonnen. De soort staat als gevoelig op de internationale Rode Lijst van de IUCN.